# Gennaeosinum
Genre
Synonymes
- Eunaticina (Gennaeosinum) Iredale, 1929[1]

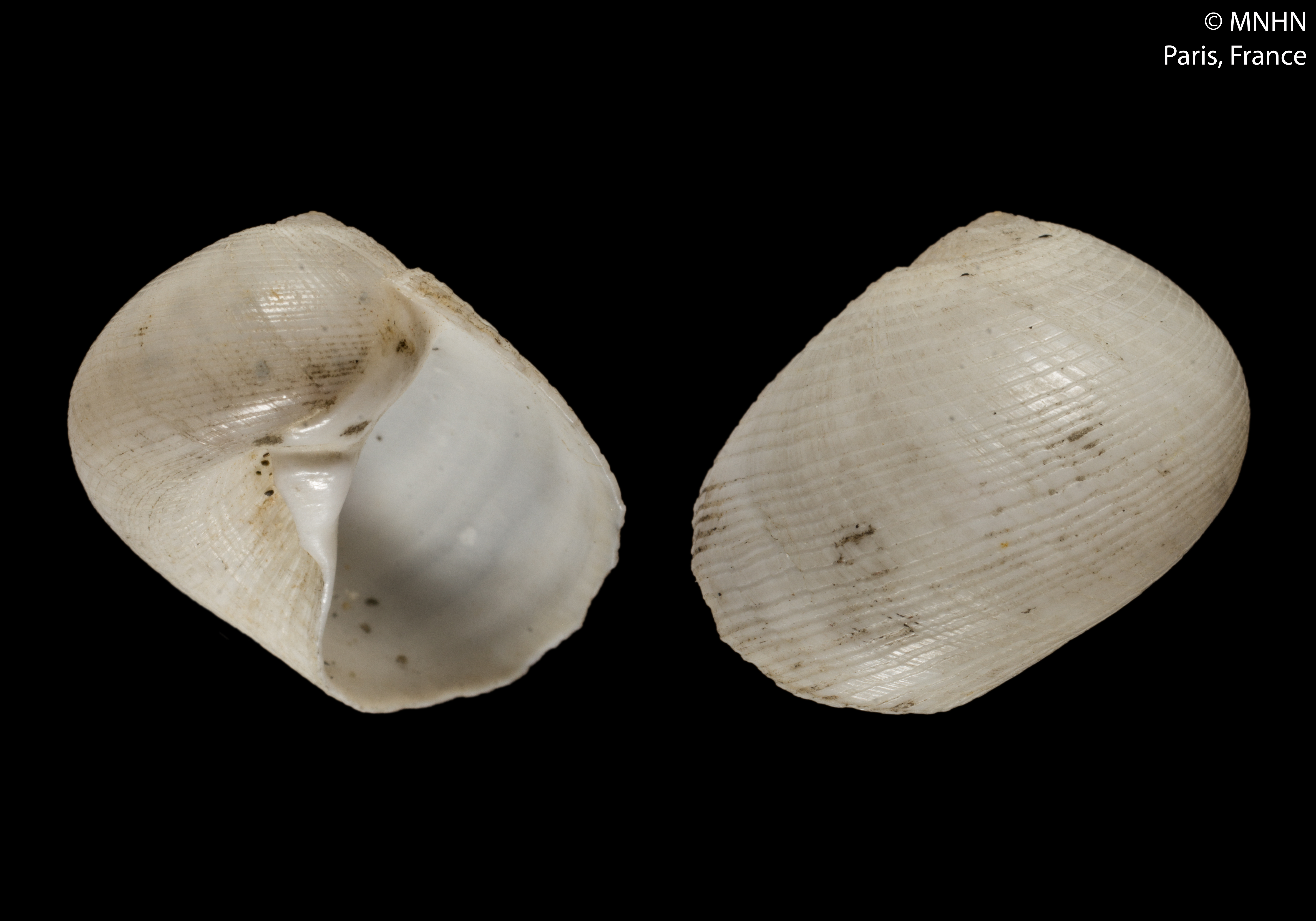
Gennaeosinum perobliquum.

Gennaeosinum est un genre de mollusques gastéropodes de la famille des Naticidae. L'espèce-type est Gennaeosinum peleum.

## Liste d'espèces
Selon World Register of Marine Species (29 octobre 2017) :
- Gennaeosinum intercisum Iredale, 1931
- Gennaeosinum peleum Iredale, 1929
- Gennaeosinum perobliquum (Dautzenberg & Fischer, 1907)